# Joe Veleno
Joseph „Joe“ Veleno (* 13. Januar 2000 in Montreal, Québec) ist ein kanadischer Eishockeyspieler, der seit Juni 2025 bei den Seattle Kraken in der National Hockey League unter Vertrag steht. Zuvor verbrachte er knapp sechs Jahre in der Organisation der Detroit Red Wings und lief kurzzeitig für die Chicago Blackhawks auf. Mit der kanadischen Nationalmannschaft gewann der Center die Goldmedaille bei der Weltmeisterschaft 2023.

## Karriere

### Jugend
Joe Veleno wurde in Montreal geboren und begann seine Juniorenkarriere im dortigen Großraum bei den Lac St-Louis Lions in einer regionalen Nachwuchsliga. Zur Saison 2015/16 wechselte er zu den Saint John Sea Dogs in die Ligue de hockey junior majeur du Québec (LHJMQ), die ranghöchste Juniorenliga seiner Heimatprovinz. Dies war ihm bereits im Alter von 15 Jahren und somit ein Jahr früher möglich, da er einen Ausnahmestatus („exceptional player status“) seitens der Canadian Hockey League (CHL) erhielt. Er wurde dabei zum fünften Spieler nach John Tavares, Aaron Ekblad, Connor McDavid und Sean Day mit dieser Ausnahmeregelung sowie zugleich der erste Spieler aus Québec.
Als Rookie verzeichnete der Mittelstürmer 43 Scorerpunkte in 62 Partien, bevor er mit den Sea Dogs in der Folgesaison 2016/17 die LHJMQ-Playoffs um die Coupe du Président gewann. Gleichbedeutend damit war die Teilnahme am Memorial Cup 2017, den sich jedoch die gastgebenden Windsor Spitfires sicherten. Zur Spielzeit 2017/18 übernahm er das Amt des Mannschaftskapitäns in Saint John, wurde allerdings im Dezember 2017 im Tausch für eine Reihe von Draft-Wahlrechten an die Voltigeurs de Drummondville abgegeben. Im anschließenden NHL Entry Draft 2018 wählten ihn die Detroit Red Wings an 30. Position aus. In Drummondville wiederum steigerte der Kanadier seine persönliche Statistik in seinem letzten Juniorenjahr noch einmal deutlich auf 104 Punkte aus 59 Partien, womit er sich ligaweit auf dem vierten Rang platzierte und daher am Saisonende ins First All-Star Team gewählt wurde.

### NHL
Bei den Red Wings unterzeichnete Veleno im Mai 2019 einen wie üblich auf drei Jahre befristeten Einstiegsvertrag. Die folgende Saison 2019/20 verbrachte er beim Farmteam Detroits, den Grand Rapids Griffins aus der American Hockey League (AHL). Aufgrund des durch die COVID-19-Pandemie verspäteten Starts in die Spielzeiten 2020/21 lief er zudem zeitweise bei den Malmö Redhawks in der Svenska Hockeyligan auf, der höchsten Profispielklasse Schwedens, bevor er schließlich im April 2021 auch zu seinem Debüt für die Red Wings in der National Hockey League (NHL) kam. Dort wiederum etablierte sich der Angreifer im Verlauf der Saison 2021/22, bevor er die Spielzeit 2022/23 erstmals komplett in Detroit verbrachte und dabei in 81 Einsätzen auf 20 Scorerpunkte kam.
Nach knapp sechs Jahren in der Organisation der Red Wings wurde Veleno im März 2025 an die Chicago Blackhawks abgegeben, die im Gegenzug Petr Mrázek und Craig Smith nach Detroit sandten. Von dort wiederum wurde er nach Ende der Saison 2024/25, im Juni 2025, im Tausch für André Burakovsky zu den Seattle Kraken transferiert.

### International
Auf internationaler Ebene debütierte Veleno bei der World U-17 Hockey Challenge 2015 und belegte dort mit dem Team Canada Black den achten Platz. Im U18-Bereich folgte eine Goldmedaille beim Ivan Hlinka Memorial Tournament 2017, nachdem man im Vorjahr noch den fünften Rang erreicht hatte. Zudem vertrat er sein Heimatland bei der U18-Weltmeisterschaft 2018, bei der man jedoch mit einem weiteren fünften Platz die Medaillenränge ebenfalls verpasste. Ebenso verhielt es sich bei der U20-Weltmeisterschaft 2019 mit dem sechsten Rang, ehe er mit der kanadische U20-Nationalmannschaft bei der U20-Weltmeisterschaft 2020 die Goldmedaille gewann. Ebenfalls errang er den Weltmeistertitel bei seinem Debüt für die A-Nationalmannschaft Kanadas im Rahmen der Weltmeisterschaft 2023 in Tampere und Riga.

## Erfolge und Auszeichnungen
- 2017 Coupe-du-Président-Gewinn mit den Saint John Sea Dogs
- 2019 LHJMQ First All-Star Team

### International
- 2017 Goldmedaille beim Ivan Hlinka Memorial Tournament
- 2020 Goldmedaille bei der U20-Weltmeisterschaft
- 2023 Goldmedaille bei der Weltmeisterschaft

## Karrierestatistik
Stand: Ende der Saison 2024/25

### International
Vertrat Kanada bei:
| - World U-17 Hockey Challenge 2015 - Ivan Hlinka Memorial Tournament 2016 - Ivan Hlinka Memorial Tournament 2017 - U18-Weltmeisterschaft 2018 | - U20-Weltmeisterschaft 2019 - U20-Weltmeisterschaft 2020 - Weltmeisterschaft 2023 |

(Legende zur Spielerstatistik: Sp oder GP = absolvierte Spiele; T oder G = erzielte Tore; V oder A = erzielte Assists; Pkt oder Pts = erzielte Scorerpunkte; SM oder PIM = erhaltene Strafminuten; +/− = Plus/Minus-Bilanz; PP = erzielte Überzahltore; SH = erzielte Unterzahltore; GW = erzielte Siegtore; 1 Play-downs/Relegation; Kursiv: Statistik nicht vollständig)